# Laurent Guyot
Laurent Guyot (Bourg-la-Reine, 17 december 1969) is een Frans voetbaltrainer en voormalig voetballer.

## Spelerscarrière
Guyot doorliep de jeugdopleiding van FC Nantes en speelde er dertien seizoenen in het eerste elftal. In 1995 werd Guyot met Nantes kampioen in de Ligue 1, hij speelde dat seizoen 15 competitiewedstrijden. Guyot speelde na zijn periode bij Nantes nog bij Toulouse FC en EA Guingamp.

## Trainerscarrière
In afwachting van zijn trainersdiploma ging Guyot aan de slag als hoofd jeugdopleiding bij z'n ex-club FC Nantes. In 2009 ging hij voor het eerst aan de slag als hoofdtrainer: hij tekende een contract voor twee seizoenen met optie op een derde bij US Boulogne, dat net naar de Ligue 1 was gepromoveerd. Guyot slaagde er echter niet in om de club in eerste klasse te houden. Hij vatte het seizoen 2010/11 in de Ligue 2 nog aan, maar op 27 december 2010 eindigde de samenwerking tussen Guyot en Boulogne.
In de zomer van 2011 vond Guyot een nieuwe club in de Ligue 2: CS Sedan. In zijn eerste seizoen haalde hij nog een knappe vierde plaats, waarbij de club maar op vijf punten van een promotieplats eindigde, maar in het tweede seizoen onder Guyot eindigde Sedan voorlaatste. Naast een sportieve degradatie werd Sedan bovendien ook veroordeeld tot een extrasportieve degradatie, waardoor het naar de CFA 2 zakte. Guyot verliet de club en ging voor de Franse voetbalbond werken, waar hij de Franse U17 en U16 coachte.
In 2015 ging Guyot aan de slag bij het Canadese Toronto FC: eerst als directeur van het opleidingscentrum, vanaf januari 2018 als beloftentrainer. Enkele maanden later werd hij echter hoofdtrainer bij Cercle Brugge – op voorspraak van moederclub AS Monaco . Het vooropgestelde doel was om 30 punten te halen in de reguliere competitie om zo het behoud te verzekeren. Cercle Brugge haalde uiteindelijk slechts 28 punten in 30 wedstrijden, al kwam het nooit echt in acuut degradatiegevaar. Toch werd Guyot op 2 mei 2019 ontslagen.
Al snel na zijn ontslag bij Cercle Brugge kreeg Guyot een nieuwe kans bij US Boulogne, waar hij tien jaar eerder al trainer was geweest. Boulogne was inmiddels weggezakt naar de Championnat National. Toen het seizoen 2019/20 midden maart werd stopgezet vanwege de coronapandemie stond Boulogne derde. Bij deze eindstand had Boulogne normaal gezien barragewedstrijden tegen de nummer 18 uit de Ligue 2, Chamois Niortais, moeten spelen, maar uiteindelijk werd er besloten om deze niet te laten doorgaan, waardoor Boulogne niet promoveerde. Het seizoen erop eindigde Boulogne slechts vijftiende, waarop speler en club opnieuw uit elkaar gingen.
In mei 2021 werd Guyot de nieuwe trainer van derdeklasser FC Annecy.